# Barthélémy Malunga
Barthélémy Malunga (* 1912 in Manga, Demokratische Republik Kongo; † 15. März 1995 in Kamina, Haut-Lomami) war Bischof von Kamina.

## Leben
Barthélémy Malunga empfing am 21. April 1946 das Sakrament der Priesterweihe für das Bistum Kamina.
Am 24. Juli 1969 ernannte ihn Papst Paul VI. zum Titularbischof von Thuburnica und bestellte ihn zum Weihbischof in Kamina. Der Erzbischof von Kinshasa, Joseph-Albert Kardinal Malula, spendete ihm am 29. November desselben Jahres die Bischofsweihe; Mitkonsekratoren waren der Erzbischof von Lubumbashi, Eugène Kabanga Songasonga, und der Bischof von Kamina, Victor Petrus Keuppens OFM.
Am 11. März 1971 ernannte ihn Paul VI. zum Bischof von Kamina. Papst Johannes Paul II. nahm am 22. Januar 1990 das von Barthélémy Malunga aus Altersgründen vorgebrachte Rücktrittsgesuch an.